# باشگاه فوتبال آلاشکرت
باشگاه فوتبال آلاشکرت (ارمنی: Ֆուտբոլային Ակումբ Ալաշկերտ)، که معمولاً به عنوان آلاشکرت شناخته می‌شود، یک باشگاه فوتبال ارمنستانی است که در ایروان پایتخت مستقر است، در ۱۹۹۰ در مارتونی تأسیس شد و پس از انحلال در سال ۲۰۰۰ در سال ۲۰۱۱ دوباره تأسیس شد. آنها در حال حاضر در لیگ برتر ارمنستان بازی می‌کنند ورزشگاه خانگی این باشگاه ورزشگاه آلاشکرت ایروان است. دفتر مرکزی باشگاه در شماره ۲۵ خیابان ساریان، ایروان واقع شده‌است. اگرچه در ایروان مستقر هستند، اما در واقع به نام شهر تاریخی ارمنستان غربی آلاشکرت، اکنون Eleşkirt در شرق ترکیه نامگذاری شده‌اند. این باشگاه در سال ۱۹۹۰ میلادی تأسیس شده‌است.

## تاریخچه
باشگاه فوتبال آلاشکرت در سال ۱۹۹۰ در شهر مارتونی استان گغارکونیک تأسیس شد. در سال ۱۹۹۲، این تیم در لیگ برتر به نمایندگی از مارتونی بازی کرد و از استادیوم شهر به عنوان محل بازی خود استفاده کرد. با این حال، در پایان فصل، تیم در رده آخر جدول قرار گرفت و به لیگ دسته اول سقوط کرد. در نتیجه، باشگاه از مسابقات کنار رفت اما در سال ۲۰۱۱ برگشت و در سال ۲۰۲۱ در لیگ کنفرانس اروپا بازی می‌کند.
در سال ۱۹۹۸، باشگاه فوتبال آلاشکرت به فوتبال حرفه‌ای بازگشت و در لیگ دسته اول شرکت کرد و جدول را در موقعیت ششم به پایان رساند. در سال ۱۹۹۹، آنها در مسابقات لیگ دسته اول شرکت نکردند و بعداً در اوایل سال ۲۰۰۰، باشگاه منحل شد.

## احیا در سال ۲۰۱۱
در اواخر سال ۲۰۱۱، باشگاه فوتبال آلاشکرت توسط باگرات ناوویان، تاجر اهل مارتونی دوباره تأسیس شد. آنها وارد رقابتهای لیگ اول ارمنستان در فصل ۲۰۱۲–۲۰۱۳ شدند و با کسب مقام قهرمانی در لیگ برتر ارمنستان برای فصل ۱۴–۲۰۱۳ جای گرفتند. در سال ۲۰۱۲–۲۰۱۳، تیم توسط آلبرت سارکیسیان بازیکن سابق ارمنی و بعداً توسط فوتبالیست سابق سرگئی آرزرومانیان اداره می‌شد. دستیار مدیر آرام هاکوبیان بود.

## نقل مکان به ایروان در سال ۲۰۱۳
در فوریه ۲۰۱۳، باشگاه ورزشگاه نایری در ایروان را خریداری کرد تا محل رسمی بازیهای خانگی خود شود. در نتیجه، باشگاه از مارتونی به‌طور رسمی از فصل ۲۰۱۳–۲۰۱۴ به ایروان منتقل شد.
در دسامبر ۲۰۱۷، آلاشکرت با باشگاه‌های براتفی بوتافوگو و فلومیننسه برزیل قرارداد همکاری امضا کرد.
در ۲۱ سپتامبر ۲۰۱۸، واروژان سوکیاسیان به عنوان مدیر با مالکیت باگرات ناویان و سرپرست Alashkert-2 سرگئی ارزرومیان به عنوان سرپرست موقت برکنار شد.

## رکورد اروپایی
آلاشکرت ابتدا پس از کسب مقام چهارم در لیگ برتر ارمنستان در فصل ۲۰۱۴–۲۰۱۵، راهی مرحله ۱ مرحله مقدماتی لیگ اروپا ۱۶-۱-۲۰۱۵ شد.
در دور اول، آلاشکرت با تیم اسکاتلندی سنت جانستون به تساوی رسید. علیرغم این واقعیت که سنت جانستون به عنوان تیمی که صعود می‌کند در نظر گرفته می‌شد،
آلاشکرت پس از دو بازی پیروز شد و توانست راهی مرحله بعدی شود.
در دور دوم، آلاشکرت باید با کایرات آلماتی دیدار می‌کرد.
در اولین بازی آلشکرت با نتیجه سه بر صفر شکست خورد. در بازی برگشت، آلشکرت توانست در نتیجه گل دقیقه آخر توسط هبر آراخو، ۲–۱ به پیروزی برسد. اما این برای صعود به دور سوم کافی نبود.
آلاشکرت اولین تیم ارمنی است که در مرحله گروهی اروپا پس از شکست ۳–۲ کایرات در ۱۲ اوت ۲۰۲۱ بازی می‌کند.
آنها در مرحله پلی آف لیگ اروپا با رنجرز بازی کردند، اما در مجموع یک بر صفر شکست خوردند.
در نتیجه، آنها به مرحله گروهی لیگ کنفرانس اروپا صعود کردند، جایی که در گروهی در کنار مکابی تل آویو، HJK هلسینکی و LASK قرار گرفتند.

## رکورد لیگ داخلی
League records of Alashkert FC:
| فصل                              | لیگ                          | لیگ              | لیگ              | لیگ              | لیگ              | لیگ              | لیگ              | لیگ              | لیگ              | جام حذفی          | اروپایی                    | گلزن برتر                       | گلزن برتر        | Manager                                                  |
| فصل                              | دسته                         | Pos.             | Pl.              | W                | D                | L                | GS               | GA               | P                | جام حذفی          | اروپایی                    | Name                            | لیگ              | Manager                                                  |
| -------------------------------- | ---------------------------- | ---------------- | ---------------- | ---------------- | ---------------- | ---------------- | ---------------- | ---------------- | ---------------- | ----------------- | -------------------------- | ------------------------------- | ---------------- | -------------------------------------------------------- |
| 1990                             | Soviet Lower Second League   | 17               | ۱۸               | ۷                | ۵                | ۶                | ۲۹               | ۳۷               | ۱۹               |                   |                            |                                 |                  |                                                          |
| 1991                             | Soviet Lower Second League   | 17               | ۳۸               | ۱۲               | ۴                | ۲۲               | ۵۱               | ۷۹               | ۲۸               |                   |                            |                                 |                  |                                                          |
| لیگ برتر فوتبال ارمنستان ۱۹۹۲    | لیگ برتر فوتبال ارمنستان     | 24               | 22               | 5                | 2                | 15               | 38               | 58               | 12               | Quarter-final     |                            |                                 |                  | Albert Ohanyan                                           |
| 1993–97                          | No Participation             | No Participation | No Participation | No Participation | No Participation | No Participation | No Participation | No Participation | No Participation | No Participation  | No Participation           | No Participation                | No Participation | No Participation                                         |
| 1998                             | لیگ دسته اول فوتبال ارمنستان | 6                | 24               | 9                | 8                | 7                | 30               | 25               | 30               | Preliminary round |                            |                                 |                  |                                                          |
| 1999                             | لیگ دسته اول فوتبال ارمنستان | 10               | –                | –                | –                | –                | –                | –                | –                | First round       |                            |                                 |                  |                                                          |
| 2000–11                          | No Participation             | No Participation | No Participation | No Participation | No Participation | No Participation | No Participation | No Participation | No Participation | No Participation  | No Participation           | No Participation                | No Participation | No Participation                                         |
| 2012–13                          | Armenian First League        | 1                | 36               | 24               | 6                | 6                | 80               | 31               | 78               | Quarter-final     |                            | Vardan Petrosyan                | 15               | آلبرت سارگسیان (بازیکن فوتبال، زاده ۱۹۶۳)                |
| لیگ برتر فوتبال ارمنستان ۱۴–۲۰۱۳ | Armenian Premier League      | 8                | 28               | 6                | 6                | 16               | 38               | 69               | 24               | Quarter-final     |                            | Mihran Manasyan                 | 17               | آرمن سانامیان آرمن گیولبوداغیان                          |
| لیگ برتر فوتبال ارمنستان ۱۵–۲۰۱۴ | Armenian Premier League      | 4                | 28               | 10               | 8                | 10               | 32               | 35               | 38               | Semi-final        |                            | Mihran Manasyan                 | 9                | آبراهام خاشمانیان                                        |
| 2015–16                          | Armenian Premier League      | 1                | 28               | 16               | 7                | 5                | 50               | 24               | 55               | Semi-final        | لیگ اروپا ۱۶–۲۰۱۵          | Mihran Manasyan Héber           | ۱۶               | آبراهام خاشمانیان                                        |
| 2016–17                          | Armenian Premier League      | 1                | 30               | 19               | 7                | 4                | 59               | 26               | 64               | Quarter-final     | لیگ قهرمانان اروپا ۱۷–۲۰۱۶ | Mihran Manasyan آرداک یدیگاریان | ۱۳               | آبراهام خاشمانیان                                        |
| 2017–18                          | Armenian Premier League      | 1                | 30               | 14               | 8                | 8                | 44               | 31               | 50               | Runners Up        | لیگ قهرمانان اروپا ۱۸–۲۰۱۷ | آرداک یدیگاریان                 | 13               | آبراهام خاشمانیان واروژان سوکیاسیان                      |
| 2018–19                          | Armenian Premier League      | 4                | 32               | 15               | 6                | 11               | 37               | 27               | 51               | قهرمان            | لیگ اروپا ۱۹–۲۰۱۸          | اوروش ننادوویچ                  | 6                | واروژان سوکیاسیان آرام ووسکانیان آبراهام خاشمانیان       |
| 2019–20                          | Armenian Premier League      | 3                | 28               | 14               | 5                | 9                | 51               | 31               | 47               | Quarter-final     | لیگ اروپا ۲۰–۲۰۱۹          | Aleksandar Glišić               | 11               | آبراهام خاشمانیان آرمن آدامیان (Caretaker) یغیشه ملیکیان |
| 2020–21                          | Armenian Premier League      | 1                | 24               | 13               | 7                | 4                | 25               | 15               | 46               | Runners Up        | لیگ اروپا ۱۸–۲۰۱۷          | داویت داویتیان                  | 5                | یغیشه ملیکیان آبراهام خاشمانیان آلکساندر گریگوریان       |
| ۲۰۲۱–۲۲                          | Armenian Premier League      |                  |                  |                  |                  |                  |                  |                  |                  |                   |                            | لیگ کنفرانس اروپا ۲۲–۲۰۲۱       |                  | آلکساندر گریگوریان Milan Milanović                       |

### رکوردها
- فصل‌ها در دسته برتر – ۱۰ (۱۹۹۲–اکنون)
- نازل‌ترین رتبه لیگ – ۲4 (1992)
- Biggest 'undefeated' streak in the league – 11 بازی (۱۰/۰۵/۱۵ – ۱۹/۰۹/۱۵)
- رکورد برد برای فصل – ۲۴ (۲۰۱۲–۱۳) (لیگ دسته اول)
- رکورد باخت برای فصل – ۲۲ (۱۹۹۱) (Soviet Lower Second League)
- بیشترین امتیازات در یک فصل – ۷۸ (۲۰۱۲–۲۰۱۳) (لیگ دسته اول)
- بیشترین گل‌های لیگ در یک فصل (باشگاه) – ۸۰ (۲۰۱۲–۲۰۱۳) (لیگ دسته اول)
- گل‌های لیگ تمامی ادوار – ۸۳۴ (از ۱۹۹۰)
- بیشترین گل‌ها در یک فصل (بازیکن) – ۱۷,  میهران ماناساریان، ۲۰۱۳–۱۴
- بهترین برد – ۶–۰ مقابل  باشگاه فوتبال نوآ، ۲۰۱۸
- بدترین باخت – ۹–۲ مقابل  باشگاه فوتبال گاندزاسار کاپان، ۲۰۱۳
- بهترین برد خانگی – ۶–۰ مقابل  باشگاه فوتبال نوآ، ۲۰۱۸
- بدترین باخت خانگی – ۵–۰ مقابل  باشگاه فوتبال پیونیک، ۲۰۱۳
- بهترین برد خارج از خانه – ۴–۰ مقابل  باشگاه فوتبال گاندزاسار کاپان، ۲۰۱۸
- بدترین باخت خارج از خانه – ۹–۲ مقابل  باشگاه فوتبال گاندزاسار کاپان، ۲۰۱۳
- بالاترین حضورها تماشاگران تا کنون – ۵۹٫۰۴۷ مقابل  باشگاه فوتبال سلتیک، ۲۰۱۸
- بالاترین حضورها تماشاگران بازی خانگی – ۹٫۰۰۰ مقابل  باشگاه فوتبال سی‌اف‌آر کلوژ، ۲۰۱۸
- بالاترین حضورها تماشاگران بازی خارج از خانه – ۵۹٫۰۴۷ مقابل  باشگاه فوتبال سلتیک، ۲۰۱۸
- بالاترین حضورها تماشاگران بازی لیگ یا جام حذفی – ۴٫۰۰۰ مقابل  باشگاه فوتبال آرارات ایروان، ۲۰۲۱ و مقابل  باشگاه فوتبال لوری، ۲۰۱۹
- بیتشرین حضورها تمامی ادوار –  آرداک گریگوریان (بازیکن فوتبال), ۱۹۸
- برترین گلزن تمامی ادوار –  میهران ماناساریان، ۷۶

## Europe

### رکورد اروپایی
تا تاریخ match played ۹ دسامبر ۲۰۲۱
| رقابت              | Pld | W  | D | L  | GF | GA | GD  |
| ------------------ | --- | -- | - | -- | -- | -- | --- |
| لیگ قهرمانان اروپا | ۱۴  | ۳  | ۵ | ۶  | ۱۲ | ۲۰ | –۸  |
| لیگ اروپا          | ۱۷  | ۷  | ۳ | ۷  | ۱۷ | ۲۳ | –۶  |
| لیگ کنفرانس اروپا  | ۶   | ۰  | ۱ | ۵  | ۴  | ۱۵ | –۱۱ |
| Total              | ۳۷  | ۱۰ | ۹ | ۱۸ | ۳۳ | ۵۸ | –۲۵ |

| فصل     | رقابت                      | دور                        | حریف                         | بازی خانگی | بازی خارج از خانه | در مجموع                        | توضیحات |
| ------- | -------------------------- | -------------------------- | ---------------------------- | ---------- | ----------------- | ------------------------------- | ------- |
| ۲۰۱۵–۱۶ | لیگ اروپا ۱۶–۲۰۱۵          | لیگ اروپا ۱۶–۲۰۱۵          | باشگاه فوتبال سنت جانستون    | ۱–۰        | ۱–۲               | ۲–۲ (قانون گل زده در خانه حریف) |         |
| ۲۰۱۵–۱۶ | لیگ اروپا ۱۶–۲۰۱۵          | لیگ اروپا ۱۶–۲۰۱۵          | باشگاه فوتبال غیرت           | ۲–۱        | ۰–۳               | ۲–۴                             |         |
| ۲۰۱۶–۱۷ | لیگ قهرمانان اروپا ۱۷–۲۰۱۶ | لیگ قهرمانان اروپا ۱۷–۲۰۱۶ | باشگاه فوتبال سانتا کولوما   | ۳–۰        | ۰–۰               | ۳–۰                             |         |
| ۲۰۱۶–۱۷ | لیگ قهرمانان اروپا ۱۷–۲۰۱۶ | لیگ قهرمانان اروپا ۱۷–۲۰۱۶ | باشگاه فوتبال دینامو تفلیس   | ۱–۱        | ۰–۲               | ۱–۳                             |         |
| ۲۰۱۷–۱۸ | لیگ قهرمانان اروپا ۱۸–۲۰۱۷ | لیگ قهرمانان اروپا ۱۸–۲۰۱۷ | باشگاه فوتبال سانتا کولوما   | ۱–۰        | ۱–۱               | ۲–۱                             |         |
| ۲۰۱۷–۱۸ | لیگ قهرمانان اروپا ۱۸–۲۰۱۷ | لیگ قهرمانان اروپا ۱۸–۲۰۱۷ | باشگاه فوتبال باته بوریسف    | ۱–۳        | ۱–۱               | ۲–۴                             |         |
| ۲۰۱۸–۱۹ | لیگ قهرمانان اروپا ۱۹–۲۰۱۸ | لیگ قهرمانان اروپا ۱۹–۲۰۱۸ | باشگاه فوتبال سلتیک          | ۰–۳        | ۰–۳               | ۰–۶                             |         |
| ۲۰۱۸–۱۹ | لیگ اروپا ۱۹–۲۰۱۸          | لیگ اروپا ۱۹–۲۰۱۸          | باشگاه فوتبال سوتیسکا نیکشیچ | ۰–۰        | ۱–۰               | ۱–۰                             |         |
| ۲۰۱۸–۱۹ | لیگ اروپا ۱۹–۲۰۱۸          | لیگ اروپا ۱۹–۲۰۱۸          | باشگاه فوتبال سی‌اف‌آر کلوژ    | ۰−۲        | ۰–۵               | ۰–۷                             |         |
| ۲۰۱۹–۲۰ | لیگ اروپا ۲۰–۲۰۱۹          | لیگ اروپا ۲۰–۲۰۱۹          | Makedonija GP                | ۳–۱        | ۳–۰               | ۶–۱                             |         |
| ۲۰۱۹–۲۰ | لیگ اروپا ۲۰–۲۰۱۹          | لیگ اروپا ۲۰–۲۰۱۹          | باشگاه فوتبال استوا بخارست   | ۰−۳        | ۳–۲               | ۳–۵                             |         |
| ۲۰۲۰–۲۱ | لیگ اروپا ۲۱–۲۰۲۰          | لیگ اروپا ۲۱–۲۰۲۰          | Renova                       | ۰−۱        | —                 | ۰–۱                             |         |
| ۲۰۲۱–۲۲ | لیگ قهرمانان اروپا ۲۲–۲۰۲۱ | لیگ قهرمانان اروپا ۲۲–۲۰۲۱ | Connah's Quay Nomads         | 1–0 (و.ا.) | ۲–۲               | ۳–۲                             |         |
| ۲۰۲۱–۲۲ | لیگ قهرمانان اروپا ۲۲–۲۰۲۱ | لیگ قهرمانان اروپا ۲۲–۲۰۲۱ | باشگاه فوتبال شریف تیراسپول  | ۰−۱        | ۱−۳               | ۱–۴                             |         |
| ۲۰۲۱–۲۲ | لیگ اروپا ۲۲–۲۰۲۱          | لیگ اروپا ۲۲–۲۰۲۱          | باشگاه فوتبال غیرت           | 3–2 (و.ا.) | ۰–۰               | ۳−۲                             |         |
| ۲۰۲۱–۲۲ | لیگ اروپا ۲۲–۲۰۲۱          | لیگ اروپا ۲۲–۲۰۲۱          | باشگاه فوتبال رنجرز          | ۰–۰        | ۰–۱               | ۰–۱                             |         |
| ۲۰۲۱–۲۲ | لیگ کنفرانس اروپا ۲۲–۲۰۲۱  | لیگ کنفرانس اروپا ۲۲–۲۰۲۱  | باشگاه فوتبال لاسک           | ۰–۳        | ۰–۲               | 4th place                       |         |
| ۲۰۲۱–۲۲ | لیگ کنفرانس اروپا ۲۲–۲۰۲۱  | لیگ کنفرانس اروپا ۲۲–۲۰۲۱  | باشگاه فوتبال مکابی تل آویو  | ۱–۱        | ۱–۴               | 4th place                       |         |
| ۲۰۲۱–۲۲ | لیگ کنفرانس اروپا ۲۲–۲۰۲۱  | لیگ کنفرانس اروپا ۲۲–۲۰۲۱  | باشگاه فوتبال هلسینکی        | ۲–۴        | ۰–۱               | 4th place                       |         |

- Biggest Win in UEFA Competitions: 3–0 vs  باشگاه فوتبال سانتا کولوما (۵ ژوئیه ۲۰۱۶) و vs  Makedonija GP (۱۸ ژوئیه ۲۰۱۹)
- Biggest Defeat in UEFA Competitions: 0–5 vs  باشگاه فوتبال سی‌اف‌آر کلوژ (۱۶ اوت ۲۰۱۸)
- Club Appearances in UEFA Competitions: 7
- Highest attendance – 59.047 vs  باشگاه فوتبال سلتیک،  ۲۰۱۸
- Player with Most UEFA Appearances:  آرداک گریگوریان (بازیکن فوتبال) – 29 appearances
- Top Scorer in UEFA Competitions:  اوروش ننادوویچ – 4 goals
- Goalkeeper with Most Clean Sheets in UEFA Competitions:  Ognjen Cancarevic – 5 matches

### UEFA coefficient
Last update: ۱۲ اوت ۲۰۲۱
The following list ranks the current position of Alashkert in UEFA club ranking:
| رتبه | تیم                         | امتیازات |
| ---- | --------------------------- | -------- |
| 138  | باشگاه فوتبال ویتس‌آرنهم     | ۸٫۵۰۰    |
| 139  | باشگاه فوتبال فلورا تالین   | ۸٫۲۵۰    |
| 140  | آلاشکرت                     | ۸٫۰۰۰    |
| 141  | باشگاه فوتبال غیرت          | ۸٫۰۰۰    |
| 142  | باشگاه فوتبال هایدوک اسپلیت | ۸٫۰۰۰    |

### فهرست حریفان بر پایه کشور
| Nat.                     | Pld | W | D | L | GF | GA | GD |
| ------------------------ | --- | - | - | - | -- | -- | -- |
| فدراسیون فوتبال آندورا   | ۴   | ۲ | ۲ | ۰ | ۵  | ۱  | +۴ |
| اتحادیه فوتبال اتریش     | ۰   | ۰ | ۰ | ۰ | ۰  | ۰  | ۰  |
| فدراسیون فوتبال بلاروس   | ۲   | ۰ | ۱ | ۱ | ۲  | ۴  | –۲ |
| اتحادیه فوتبال فنلاند    | ۱   | ۰ | ۰ | ۱ | ۲  | ۴  | -۲ |
| فدراسیون فوتبال گرجستان  | ۲   | ۰ | ۱ | ۱ | ۱  | ۳  | −۲ |
| اتحادیه فوتبال اسرائیل   | ۱   | ۰ | ۰ | ۱ | ۱  | ۴  | –۳ |
| فدراسیون فوتبال قزاقستان | ۴   | ۲ | ۱ | ۱ | ۵  | ۶  | –۱ |
| فدراسیون فوتبال مولداوی  | ۲   | ۰ | ۰ | ۲ | ۱  | ۴  | –۳ |
| اتحادیه فوتبال مونته‌نگرو | ۲   | ۱ | ۱ | ۰ | ۱  | ۰  | +۱ |
| فدراسیون فوتبال مقدونیه  | ۳   | ۲ | ۰ | ۱ | ۶  | ۲  | +۴ |
| فدراسیون فوتبال رومانی   | ۴   | ۱ | ۰ | ۳ | ۳  | ۱۲ | –۹ |
| اتحادیه فوتبال اسکاتلند  | ۶   | ۱ | ۱ | ۴ | ۲  | ۹  | –۷ |
| اتحادیه فوتبال ولز       | ۲   | ۱ | ۱ | ۰ | ۳  | ۲  | +۱ |

### فهرست حریفان بر پایه باشگاه
| Club                         | Pld | W | D | L | GF | GA | GD |
| ---------------------------- | --- | - | - | - | -- | -- | -- |
| باشگاه فوتبال سانتا کولوما   | ۴   | ۲ | ۲ | ۰ | ۵  | ۱  | +۴ |
| باشگاه فوتبال لاسک           | ۰   | ۰ | ۰ | ۰ | ۰  | ۰  | ۰  |
| باشگاه فوتبال باته بوریسف    | ۲   | ۰ | ۱ | ۱ | ۲  | ۴  | –۲ |
| باشگاه فوتبال هلسینکی        | ۱   | ۰ | ۰ | ۱ | ۲  | ۴  | -۲ |
| باشگاه فوتبال دینامو تفلیس   | ۲   | ۰ | ۱ | ۱ | ۱  | ۳  | –۲ |
| باشگاه فوتبال مکابی تل آویو  | ۱   | ۰ | ۰ | ۱ | ۱  | ۴  | –۳ |
| باشگاه فوتبال غیرت           | ۴   | ۲ | ۱ | ۱ | ۵  | ۶  | –۱ |
| باشگاه فوتبال شریف تیراسپول  | ۲   | ۰ | ۰ | ۲ | ۱  | ۴  | –۳ |
| باشگاه فوتبال سوتیسکا نیکشیچ | ۲   | ۱ | ۱ | ۰ | ۱  | ۰  | +۱ |
| مقدونیه جی پی                | ۲   | ۲ | ۰ | ۰ | ۶  | ۱  | +۵ |
| Renova                       | ۱   | ۰ | ۰ | ۱ | ۰  | ۱  | –۱ |
| باشگاه فوتبال سی‌اف‌آر کلوژ    | ۲   | ۰ | ۰ | ۲ | ۰  | ۷  | –۷ |
| باشگاه فوتبال استوا بخارست   | ۲   | ۱ | ۰ | ۱ | ۳  | ۵  | –۲ |
| باشگاه فوتبال سلتیک          | ۲   | ۰ | ۰ | ۲ | ۰  | ۶  | –۶ |
| باشگاه فوتبال رنجرز          | ۲   | ۰ | ۱ | ۱ | ۰  | ۱  | –۱ |
| باشگاه فوتبال سنت جانستون    | ۲   | ۱ | ۰ | ۱ | ۲  | ۲  | ۰  |
| Connah's Quay Nomads         | ۲   | ۱ | ۱ | ۰ | ۳  | ۲  | +۱ |

## افتخارات
- لیگ برتر فوتبال ارمنستان:
  - قهرمان (4): لیگ برتر فوتبال ارمنستان ۱۶–۲۰۱۵, لیگ برتر فوتبال ارمنستان ۱۷–۲۰۱۶, لیگ برتر فوتبال ارمنستان ۱۸–۲۰۱۷, ۲۰۲۰–۲۱
- جام استقلال ارمنستان:
  - قهرمان (1): 2018–19
  - نایب قهرمان (1): 2017–18
- لیگ دسته اول فوتبال ارمنستان:
  - قهرمان (1): 2012–13
- سوپر جام فوتبال ارمنستان:
  - قهرمان (3): 2016, 2018, 2021

## ترکیب کنونی
تا تاریخ ۵ فوریه ۲۰۲۲
| شماره |          | پست       | بازیکن              |
| ----- | -------- | --------- | ------------------- |
| 2     | برزیل    | مدافع     | تیاگو کامتا         |
| 3     | ارمنستان | مدافع     | تارون ووسکانیان     |
| 5     | ساحل عاج | مدافع     | دیدیه کادیو         |
| 7     | نامیبیا  | هافبک     | وانگو گومه          |
| 8     | برزیل    | هافبک     | لوکاس سه‌را          |
| 11    | ارمنستان | مدافع     | آغوان داویان        |
| 15    | ساحل عاج | مهاجم     | ایسمائل بکو فوفانا  |
| 17    | ارمنستان | مدافع     | آرداک یدیگاریان     |
| 19    | نیجریه   | مدافع     | دئو دوسا            |
| 20    | ارمنستان | هافبک     | آغوان پاپیکیان      |
| 21    | ارمنستان | هافبک     | آرداک گریگوریان (ک) |
| 22    | ایران    | دروازه‌بان | امیرمحمدصفی         |
| 23    | روسیه    | هافبک     | لوون بایرامیان      |
| 25    | ارمنستان | دروازه‌بان | تیگران وپانیان      |

| شماره |          | پست   | بازیکن                             |
| ----- | -------- | ----- | ---------------------------------- |
| 27    | روسیه    | هافبک | داوید خورتسیدزه                    |
| 70    | پرتغال   | مهاجم | ژوزه امبالو                        |
| 86    | برزیل    | مهاجم | نیکسون                             |
| 88    | برزیل    | هافبک | جیمز                               |
| 94    | ارمنستان | مدافع | آرتم گیورجیان                      |
| 95    | صربستان  | هافبک | مارکو میلینکوویچ                   |
| 96    | ارمنستان | هافبک | اریک سوقومونیان                    |
| 97    | روسیه    | مدافع | یوگنی یاتچنکو                      |
| 98    | صربستان  | مهاجم | en:Branko Mihajlović               |
| 99    | روسیه    | مهاجم | نیکیتا تانکوف                      |
|       | روسیه    | مدافع | دمیتری گوز                         |
|       | روسیه    | هافبک | مانوئل آهارونیان                   |
|       | قزاقستان | مهاجم | آلکسی رودیونوف                     |
|       | ارمنستان | مدافع | گاگیک داغباشیان                    |
|       | ارمنستان | مدافع | آندرانیک ووسکانیان                 |
|       | ارمنستان | مدافع | واهاگن آیوازیان                    |
|       | ارمنستان | مهاجم | آلکساندر تر-توماسیان               |
|       | ارمنستان | مهاجم | آلکساندر کاراپتیان (بازیکن فوتبال) |

## آلاشکرت-2
The club's reserve squad plays as Alashkert-2 in the لیگ دسته اول فوتبال ارمنستان. They also play their home games at the Alashkert Stadium.

## Personnel

### Technical staff
| سمت               | نام                     |
| ----------------- | ----------------------- |
| سرمربی            | Milan Milanović         |
| دستیار مربی       | Armen Adamyan           |
| دستیار مربی       | Albert Safaryan         |
| مربی دروازه‌بان    | Armen Kirakosyan        |
| دکتر              | Vagharshak Hovhannisyan |
| Physiotherapist   | Karen Adamyan           |
| Masseur           | Mayis Gevorgyan         |
| Masseur           | Harutyun Zakaryan       |
| Kit Manager       | Andranik Nalbandyan     |
| Alashkert-2 Coach | سرگئی ارزرومیان         |

### مدیریت
| سمت                | نام              |
| ------------------ | ---------------- |
| Owner/President    | Bagrat Navoyan   |
| Executive Director | Liparit Navoyan  |
| Technical Director | Kim Arakelyan    |
| Press Secretary    | Samvel Sukiasyan |
| Secretary          | Gevorg Marikyan  |
| Administrator      | Rafael Nadaryan  |

## تاریخچه مدیریتی
مدیران باشگاه آلاشکرت از زمان احیای این باشگاه در اواخر سال 2011:
- آلبرت سارگسیان (بازیکن فوتبال، زاده ۱۹۶۳) (۱ ژانویه ۲۰۱۲ – ۳۰ آوریل ۲۰۱۳)
- آرمن صنمیان (۳۰ آوریل ۲۰۱۳ – ۲۳ اکتبر ۲۰۱۳)
- آرمن گیولبوداغیان (۲ نوامبر ۲۰۱۳ – ۳۰ اوت ۲۰۱۴)
- آبراهام خاشمانیان (۳۱ اوت ۲۰۱۴ – ۱ آوریل ۲۰۱۸)
- واروژان سوکیاسیان (۱ آوریل ۲۰۱۸ – 21 سپتامبر 2018[۳])
- آرام ووسکانیان (۲۵ سپتامبر ۲۰۱۸ – ۱۴ آوریل ۲۰۱۹)
- آبراهام خاشمانیان (۱۵ آوریل ۲۰۱۹ – ۲۰ مه ۲۰۲۱)
- آلکساندر گریگوریان (۲۰ مه ۲۰۲۱ –۲۰ سپتامبر ۲۰۲۱)
- میلان میلانوویچ (۲۶ سپتامبر ۲۰۲۱ – اکنون)